# رايخ

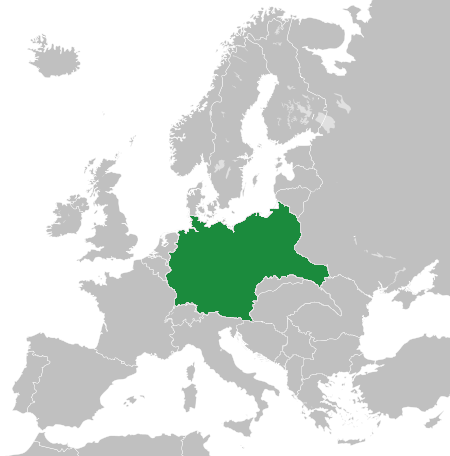
الرايخ الثالث 1939

الرايخ (بالألمانية: Reich)  هي كلمة ألمانية تعني «إمبراطورية» أو «مملكة»، استعملت خلال التاريخ الألماني خلال فترات متعددة. تسمية الرايخ جاءت في عام 962 مع تتويج القيصر أوتو الأول الذي قام معتمداً على رايخ منطقة شرق فرانكن. ومنذ عام 1512 يعرف رسمياً باسم الرايخ الروماني المقدس للأمة الألمانية. حيث عرفت الإمبراطورية الرومانية المقدسة باسم (Heiliges Römisches Reich Deutscher Nation) كما عرفت ألمانيا خلال سنوات ما بين 1871 و1918 الرايخ الألماني أي الإمبراطورية الألمانية، فيما عرفت خلال العهد النازي باسم «الرايخ الثالث»، النمسا تعرف رسمياً باسم «أوستورايخ» (Österreich) أي الرايخ الشرقي.